# اسلوپ کلاس اربیس
اسلوپ کلاس اربیس (به انگلیسی: Arabis-class sloop) یک کلاس از اسلوپ‌ها است که طول آن ۲۵۵ فوت ۳ اینچ (۷۷٫۸۰ متر) p/p می‌باشد.